# Зайцев, Валентин Фёдорович
Валентин Фёдорович Зайцев (1945—2018) — советский и российский учёный, доктор физико-математических наук, профессор.

## Биография
Родился в посёлке Угловое Артемовского района Приморского края.
Окончил факультет радиоэлектроники Ленинградского политехнического института им. М. И. Калинина (1969).
Работал в ЛГУ: инженер (1971—1983), научный сотрудник, 1983—1996.
В 1983 г. защитил кандидатскую диссертацию.
С 1990 г. работал в Российском государственном педагогическом университете имени А. И. Герцена (РГПУ) на кафедре математического анализа: доцент, с 1993 профессор.
Читал курсы лекций: «Дифференциальные уравнения», «Математическая физика», «Математические модели в точных и гуманитарных науках».
Доктор физико-математических наук (1992). Профессор (1998).
Научные интересы: дифференциальные уравнения, математическая физика, функционально-дифференциальные уравнения.
Был заместителем главного редактора электронного журнала «Дифференциальные уравнения и процессы управления» (СПбГТУ).

## Книги
- Зайцев В. Ф. Дискретно-групповой анализ обыкновенных дифференциальных уравнений, Л.: ЛГПИ, 1989.
- Зайцев В. Ф. Биоритмы творчества, Л.: Знание, 1989.
- Зайцев В. Ф., Флегонтов А. В. Дискретно-групповые методы интегрирования обыкновенных дифференциальных уравнений, Л.: ЛИИАН, 1991.
- Zaitsev V. F., Polyanin A. D. Discrete-Group Methods for Integrating Equations of Nonlinear Mechanics, CRC Press/Begell House, Boca Raton-Ann Arbor, 1994.
- Зайцев В. Ф., Полянин А. Д. Справочник по обыкновенным дифференциальным уравнениям, М.: Физматлит, 1995 и 2001.
- Полянин А. Д., Зайцев В. Ф. Справочник по нелинейным уравнениям математической физики, М.: Физматлит, 2002.
- Зайцев В. Ф., Полянин А. Д. Справочник по дифференциальным уравнениям с частными производными первого порядка, М.: Физматлит, 2003.